# 谭仁祥
谭仁祥（1960年6月—），江苏盐城人，中国天然产物学家，南京大学、南京中医药大学教授。1986年毕业于中国药科大学，获硕士学位。1990年在德国柏林工业大学化学系完成博士论文，获兰州大学博士学位。1988年4月加入中国共产党，1990年9月参加工作。曾任南京中医药大学副校长。